# Linowo (osada w powiecie olsztyńskim)
Linowo – osada w Polsce, położona w województwie warmińsko-mazurskim, w powiecie olsztyńskim, w gminie Purda.
W latach 1975–1998 miejscowość należała administracyjnie do województwa olsztyńskiego.